# Herrick Cobblestone
Herrick Cobblestone ist ein vom Architekten Elijah L. Herrick entworfenes historisches Haus. Es wurde 1847 erbaut und ist im Stil des Greek Revival gehalten. Es befindet sich in Rockford im Winnebago County im US-Bundesstaat Illinois. Das Haus liegt am Broadway auf Nummer 2127. 
Herrick Cobblestone befindet sich in Privatbesitz und die Fläche wird momentan für Büroräume genutzt.
Das Haus wurde am 14. Mai 1980 als Baudenkmal in das National Register of Historic Places aufgenommen.